# (5091) Isakovskij
(5091) Isakovskij (1981 SD4) – planetoida z pasa głównego asteroid okrążająca Słońce w ciągu 4,65 lat w średniej odległości 2,78 j.a. Odkryta 25 września 1981 roku.